# Vérmes négyes
A Vérmes négyes (eredeti cím: Hot in Cleveland) amerikai televíziós filmsorozat, amelyet Suzanne Martin alkotott. A zenéjét Emerson Swinford és Ron Wasserman szerezte, David Trainer, Andy Cadiff és Gil Junger rendezte, a producere Robert Heath és Liz Feldman. Az Amerikai Egyesült Államokban a TV Land adta 2010. június 16. és 2015. június 3. között. Magyarországon először a Viasat 3 mutatta be 2011. szeptember 2-án, az utolsó évadot pedig Sony Max kezdte adni indulásakor, 2017. október 3-án. Később a Super TV2 is műsorra tűzte.

## Szereplők
| Szereplő        | Színész            | Magyar hang    |
| --------------- | ------------------ | -------------- |
| Melanie Moretti | Valerie Bertinelli | Németh Borbála |
| Joy Scroggs     | Jane Leeves        | Madarász Éva   |
| Victoria Chase  | Wendie Malick      | Kovács Nóra    |
| Elka Ostrovsky  | Betty White        | Kassai Ilona   |
| Diane           | Mary Tyler Moore   | ?              |
| Roy             | John Mahoney       | Perlaki István |
| Max             | Carl Reiner        | Szersén Gyula  |
| Pete            | David Starzyk      | Koncz István   |
| Susan Lucci     | Susan Lucci        | ?              |
| Rick            | Wayne Knight       | Fesztbaum Béla |
| Philipa Scroggs | Juliet Mills       | Makay Andrea   |

## Epizódok
| Évad | Évad | Epizódok | Eredeti sugárzás   | Eredeti sugárzás     | Eredeti adó | Magyar sugárzás     | Magyar sugárzás   | Magyar adó |
| Évad | Évad | Epizódok | Évadpremier        | Évadfinálé           | Eredeti adó | Évadpremier         | Évadfinálé        | Magyar adó |
| ---- | ---- | -------- | ------------------ | -------------------- | ----------- | ------------------- | ----------------- | ---------- |
|      | 1    | 10       | 2010. június 16.   | 2010. augusztus 18.  | TV Land     | 2011. szeptember 2. | 2011. november 4. | Viasat 3   |
|      | 2    | 22       | 2011. január 19.   | 2011. augusztus 31.  | TV Land     | 2011. november 11.  | N/A               | Viasat 3   |
|      | 3    | 24       | 2011. november 30. | 2012. június 6.      | TV Land     | 2013. augusztus 3.  | N/A               | Viasat 3   |
|      | 4    | 24       | 2012. november 28. | 2013. szeptember 4.  | TV Land     | 2014. június 15.    | N/A               | Viasat 3   |
|      | 5    | 24       | 2014. március 26.  | 2014. szeptember 10. | TV Land     | 2014. augusztus 23. | N/A               | Viasat 3   |
|      | 6    | 24       | 2014. november 5.  | 2015. június 3.      | TV Land     | 2017. október 3.    | 2017. november 2. | Sony Max   |